# Suburbanizacja

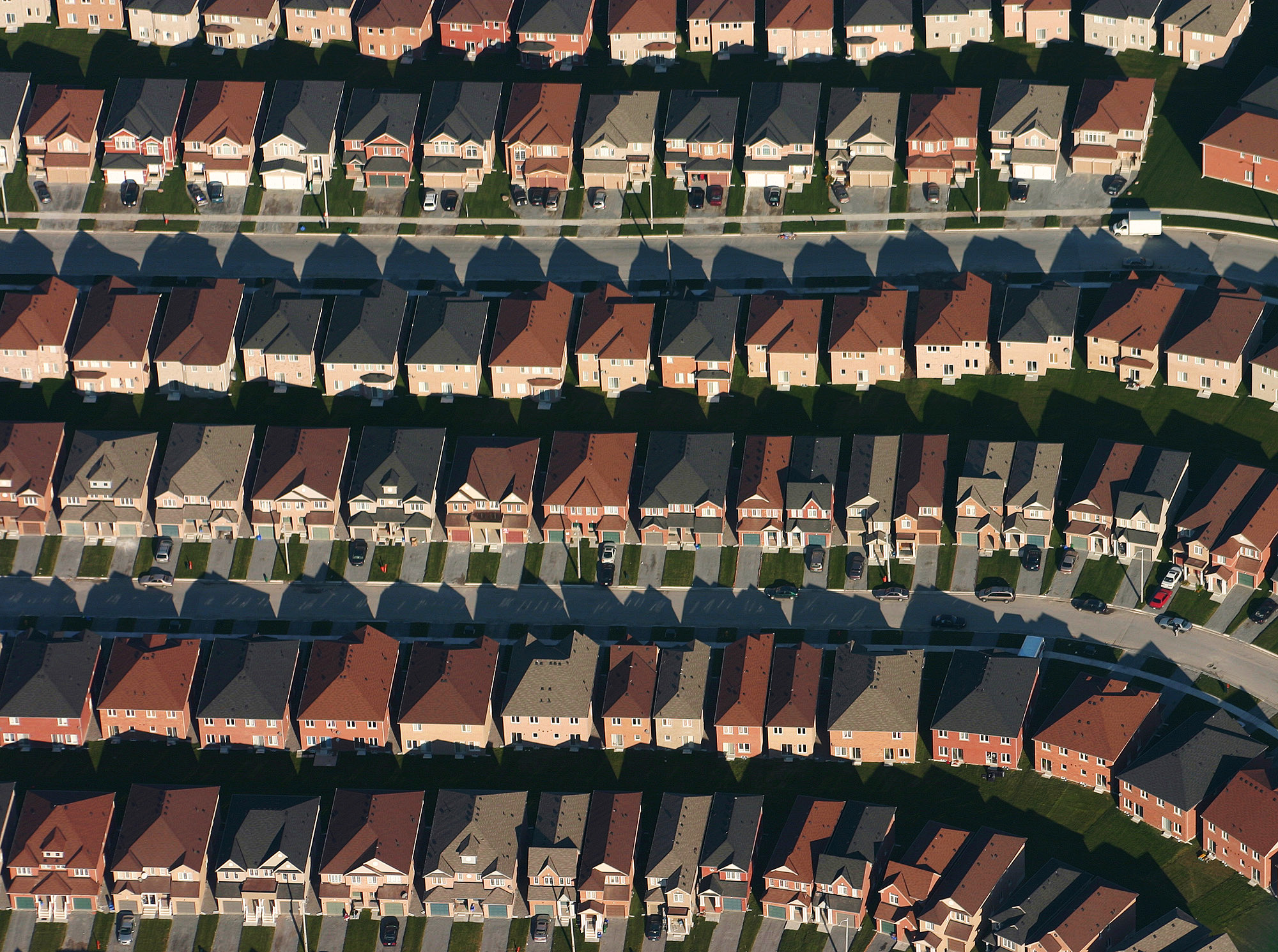
W wyniku suburbanizacji czasami tworzą się monotonne krajobrazy domków jednorodzinnych. Na zdjęciu przykład przedmieść kanadyjskiego miasta Markham

Suburbanizacja (od ang. suburb – przedmieście) – jedna z faz rozwoju miasta, polegająca na wyludnianiu się centrum i rozwoju strefy podmiejskiej.
Wynikiem suburbanizacji jest rozwój infrastruktury (zabudowa mieszkaniowa, punkty handlowo-usługowe, połączenia komunikacyjne) na obszarach podmiejskich oraz tworzenie się tzw. miast-sypialni, których mieszkańcy dojeżdżają do pracy w centrum miasta.